# Rivalerna (film, 2012)
Rivalerna (engelska: The Campaign) är en amerikansk långfilm från 2012 i regi av Jay Roach, med Will Ferrell, Zach Galifianakis, Jason Sudeikis och Dylan McDermott i rollerna.

## Handling
Kongressledamoten Cam Brady (Will Ferrell) har inte haft en utmanare i ett val på evigheter. Men efter att en av hans sexskandaler blivit allmänt känd så finns det en chans att få bort honom. De rika bröderna Glen (John Lithgow) and Wade Motch (Dan Aykroyd) ser sin chans och övertygar den timida och lite trögfattade Marty Huggins (Zach Galifianakis) att ge sig in i valet. De båda kandidaterna är nu villiga att göra allt för att vinna.

## Rollista
| Will Ferrell          | – Cam Brady       |
| Zach Galifianakis     | – Marty Huggins   |
| Jason Sudeikis        | – Mitch           |
| Dylan McDermott       | – Tim Wattley     |
| Katherine LaNasa      | – Rose Brady      |
| Sarah Baker           | – Mitzi Huggins   |
| John Lithgow          | – Glenn Motch     |
| Dan Aykroyd           | – Wade Motch      |
| Brian Cox             | – Raymond Huggins |
| Karen Maruyama        | – Mrs. Yao        |
| Grant Goodman         | – Clay Huggins    |
| Kya Haywood           | – Dylan Huggins   |
| Randall D. Cunningham | – Cam Jr.         |
| Madison Wolfe         | – Jessica Brady   |
| Thomas Middleditch    | – Travis          |

## Mottagande
Filmen blev en måttlig publikframgång och spelade in 104 miljoner dollar världen över. Kritikerkåren var generellt positivt inställd, 65% av recensionerna på recensionssidan Rotten Tomatoes är positiva.
Svenska Dagbladets recensent gav filmen 3 av 5 och skrev:
| ” | Med tanke på inblandad talang, så är det väl ingen som förväntar sig någon särskilt sofistikerad nivå – skulle bara fattas. Emellanåt har odrägligheterna också viss satirisk punsch. Ett birollsstall med bland andra Dylan McDermott, John Lithgow, Dan Aykroyd, Brian Cox, Karen Maruyama och hunden Uggie skadar knappast. | „ |

Tidnings Expressens kritiker Mats Bråstedt var mer negativ och gav 2 av 5:
| ” | Jay Roach vet hur en komedisten ska dras ("Släkten är värst", "Austin Powers") och "Rivalerna" landar i sina bästa stunder som en sorts sentida "Mr. Smith i Washington". Om än då och då inbäddad i en kiss- och bajshumor politikerna borde stifta lagar mot. | „ |